# The Pinehills (Massachusetts)
The Pinehills es un lugar designado por el censo (en inglés, census-designated place, CDP) del condado de Plymouth, Massachusetts, Estados Unidos. Según el censo de 2020, tiene una población de 4515 habitantes.
Es un barrio del municipio de Plymouth. 

## Geografía
Está ubicado en las coordenadas 41°53′45″N 70°35′41″O / 41.89583, -70.59472 (41.895788, -70.594853). Según la Oficina del Censo, tiene una superficie total de 10.67 km², de los cuales 10.57 km² corresponden a tierra firme y 0.10 km² están cubiertos de agua.

## Demografía
Según el censo de 2020, hay 4515 personas residiendo en la zona. La densidad de población es de 427.15 hab./km². El 94.97% de los habitantes son blancos, el 0.60% son afroamericanos, el 0.11% son amerindios, el 1.51% son asiáticos, el 0.78% son de otras razas y el 2.04% son de una mezcla de razas. Del total de la población, el 1.71% son hispanos o latinos de cualquier raza.